# Жанаконис (Бурлінський район)
Жанаконис (каз. Жаңақоныс) — село у складі Бурлінського району Західноказахстанської області Казахстану. Входить до складу Аксуського сільського округу.
Населення — 122 особи (2021; 131 у 2009, 83 у 1999, 189 у 1989).